# Ban Phialu Gnai
Ban Phialugnai – wieś położona w południowo-wschodnim Laosie, w prowincji Attapu, w dystrykcie Phouvong.